# Museo archeologico di Spalato
Il Museo Archeologico di Spalato è il più antico museo della Croazia, istituito nel 1820 con un decreto del governo del Regno di Dalmazia a Zara. Circa 150000 reperti coprono la preistoria, il periodo della colonizzazione greca dell'Adriatico, l'epoca romana e paleocristiana, l'alto Medioevo e il periodo dei domini popolari croati. Vi è una collezione di iscrizioni in pietra provenienti da Salona e collezioni di oggetti in ceramica di epoca greco-ellenistica, vetri romani, antiche lampade in argilla, ossa, oggetti in metallo, gemme e monete.
Il museo ha sede in Zrinsko-Frankopanska 25 a Spalato. Esiste anche una sede distaccata a Solin (Salona e Tusculum) e due centri regionali a Vid presso Metković (Collezione Narona) e sull'isola di Lissa.
Il complesso museale è costituito da un edificio principale a due piani con le sale espositive al piano terra e la biblioteca del museo e le sale di studio al primo piano, oltre a una fila di portici che circondano l'edificio principale (per il lapidarium) e un giardino annesso.

## Storia
All'inizio del XVI secolo, l'umanista spalatino Dominicus Papalis riunì nella sua casa una collezione di antiche tavolette scritte e illustrate, che lui e il poeta Marco Marulo avevano trovato nelle rovine dell'antica Solin (Salona). Nel 1750 a Spalato fu fondato il museo diocesano, contenente una grande quantità di iscrizioni latine, per lo più provenienti dalla antica Salona.
Il Museo archeologico di Spalato fu fondato nel 1820 con un decreto del governo dalmata di Zara, dopo la visita dell'imperatore Francesco I in Dalmazia nel 1818. L'edificio originario del museo fu eretto nel 1821 accanto alle mura orientali del Palazzo di Diocleziano, ma divenne presto troppo piccolo per ospitare il numero crescente di reperti.
Il sacerdote cattolico, archeologo e ricercatore storico Frane Bulić fu il direttore del museo a partire dal 1884 per oltre cinquant'anni. Fondò la prima società archeologica croata nel 1894 e sviluppò la costruzione del secondo edificio del museo dal 1912 al 1914. Il nuovo edificio fu costruito secondo i progetti degli architetti viennesi August Kirstein e Friedrich Ohmann in stile neoromanico. La prima guerra mondiale ritardò l'apertura del nuovo edificio museale e il governo lo aprì al pubblico solo all'inizio del 1922.

## Esposizione
Gli oggetti esposti si basano principalmente su reperti di Spalato e Salona.
Una parte centrale del museo è costituita da una collezione di iscrizioni in pietra provenienti da Salona e da oggetti in ceramica di epoca greco-ellenistica, vetri romani, antiche lampade in argilla, oggetti in osso e metallo, gemme, monete medievali e una collezione archeologica subacquea.

## Campagne archeologiche
Il museo effettua ricerche archeologiche a Salona, Lissa e Narona. Il museo possiede altre due collezioni a Vid, vicino a Metković, e sull'isola di Lissa.
Dal 1878 il Museo pubblica la prima rivista archeologica, intitolata Bullettino di archeologia e storia dalmata.

## Collezioni
Le collezioni coprono l'intera storia della Dalmazia, dalla preistoria all'alto Medioevo. Il museo possiede anche una vasta collezione di oltre 70000 monete antiche e medievali e un'importante biblioteca e archivio.
Il museo dispone di otto collezioni:
- Collezione paleocristiana sull'archeologia cristiana della Dalmazia
- Collezione croata antica sulla conquista dei croati nei Balcani
- Collezione epigrafica
- Collezione greco-ellenistica sulla colonizzazione greca della Dalmazia
- Archeologia subacquea nel Mare Adriatico
- Collezione numismatica
- Collezione sulla storia della provincia romana di Dalmazia
- Collezione preistorica sulla storia degli Illiri